# Echte Elstern
Die Echten Elstern (Pica) bilden eine Gattung aus der Familie der Rabenvögel (Corvidae). Sie haben lange, gestufte Schwänze sowie schwarze und weiße Grundfarben mit irisierendem blaugrünen Glanz. Das Verbreitungsgebiet der Gattung umfasst das gemäßigte Nordafrika, Eurasien und Nordamerika. Die Nahrung der Echten Elstern ist wie bei den meisten Rabenvögeln sehr vielfältig und wird von ihnen meist am Boden aufgenommen.

## Merkmale
Echte Elstern sind schlanke, mittelgroße Rabenvögel mit charakteristischer Gefiederzeichnung. Der größte Vertreter der Gattung ist die Elster-Unterart P. pica bottanensis aus dem westlichen Himalaya. Sie erreicht eine Flügellänge von 244–265 mm. Die kleinste Echte Elster ist die Gelbschnabelelster (P. nuttalli) mit einer Flügellänge von 173–196 mm. Alle Arten zeigen ein sehr homogenes Erscheinungsbild mit fast übereinstimmender Färbung und ähnlichen Proportionen. Schnabel und Beine sind bei fast allen Arten schwarz. Lediglich die Gelbschnabelelster fällt mit ihrem gelben Schnabel und dem gleichfarbigen Hinteraugenfleck aus dem Rahmen.

## Systematik

### Äußere Systematik

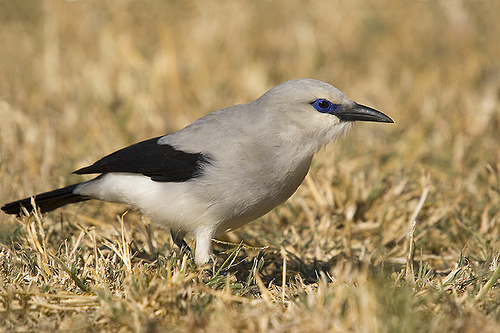
Die nächsten Verwandten der Echten Elstern wie der Akazienhäher (Zavattariornis stresemanni) ähneln ihnen weder besonders im Aussehen noch in der Habitatnutzung, der Akazienhäher baut aber ebenfalls Kugelnester

Die Echten Elstern gehören innerhalb der Rabenvögel zu einer Gruppe von Gattungen, die in der alten Welt entstanden sind. Ihre nächsten Verwandten sind zwei monotypische Gattungen aus dem nördlichen Afrika, die Akazienhäher (Zavattariornis) und die Piapias (Ptilostomus) sowie die wüstenbewohnenden Saxaulhäher (Podoces). Die Elstern stehen basal in dieser Klade und sind eher an gemäßigte, baumreiche Gebiete gebunden, während die jüngeren Gattungen sich immer stärker an warme, trockene Habitate mit spärlicher Vegetation angepasst haben.
|  | Akazienhäher (Zavattariornis)                                                   |
|  |                                                                                 |
|  | \| \| Piapias (Ptilostomus) \| \| \| \| \| \| Saxaulhäher (Podoces) \| \| \| \| |
|  |                                                                                 |
|  | Piapias (Ptilostomus)                                                           |
|  |                                                                                 |
|  | Saxaulhäher (Podoces)                                                           |
|  |                                                                                 |

|  | Piapias (Ptilostomus) |
|  |                       |
|  | Saxaulhäher (Podoces) |
|  |                       |

|  | Akazienhäher (Zavattariornis)                                                   |
|  |                                                                                 |
|  | \| \| Piapias (Ptilostomus) \| \| \| \| \| \| Saxaulhäher (Podoces) \| \| \| \| |
|  |                                                                                 |
|  | Piapias (Ptilostomus)                                                           |
|  |                                                                                 |
|  | Saxaulhäher (Podoces)                                                           |
|  |                                                                                 |

|  | Piapias (Ptilostomus) |
|  |                       |
|  | Saxaulhäher (Podoces) |
|  |                       |

### Innere Systematik

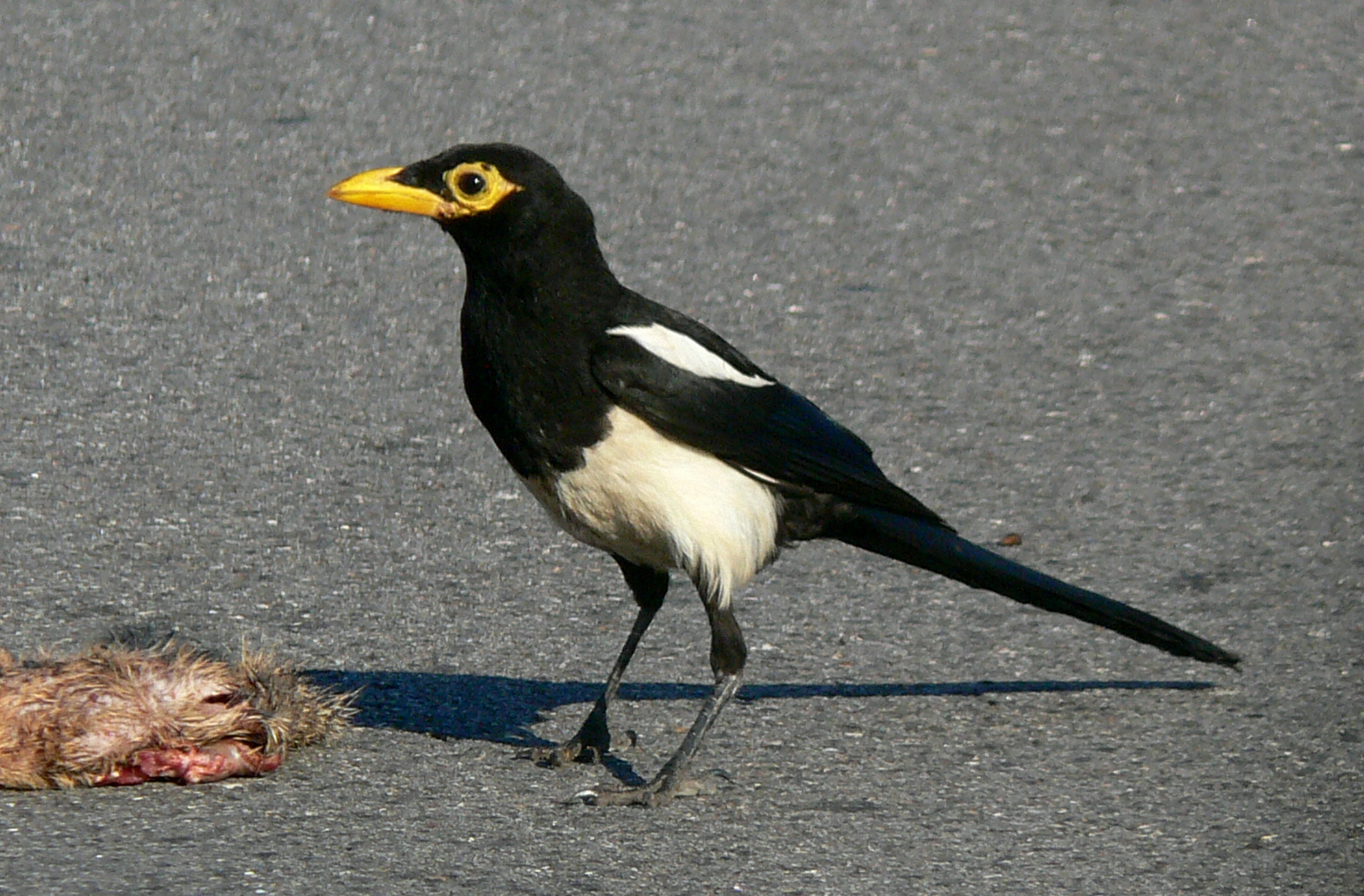
Die Gelbschnabelelster (P. nuttalli) ging aus einer Radiation der Echten Elstern in Nordamerika hervor

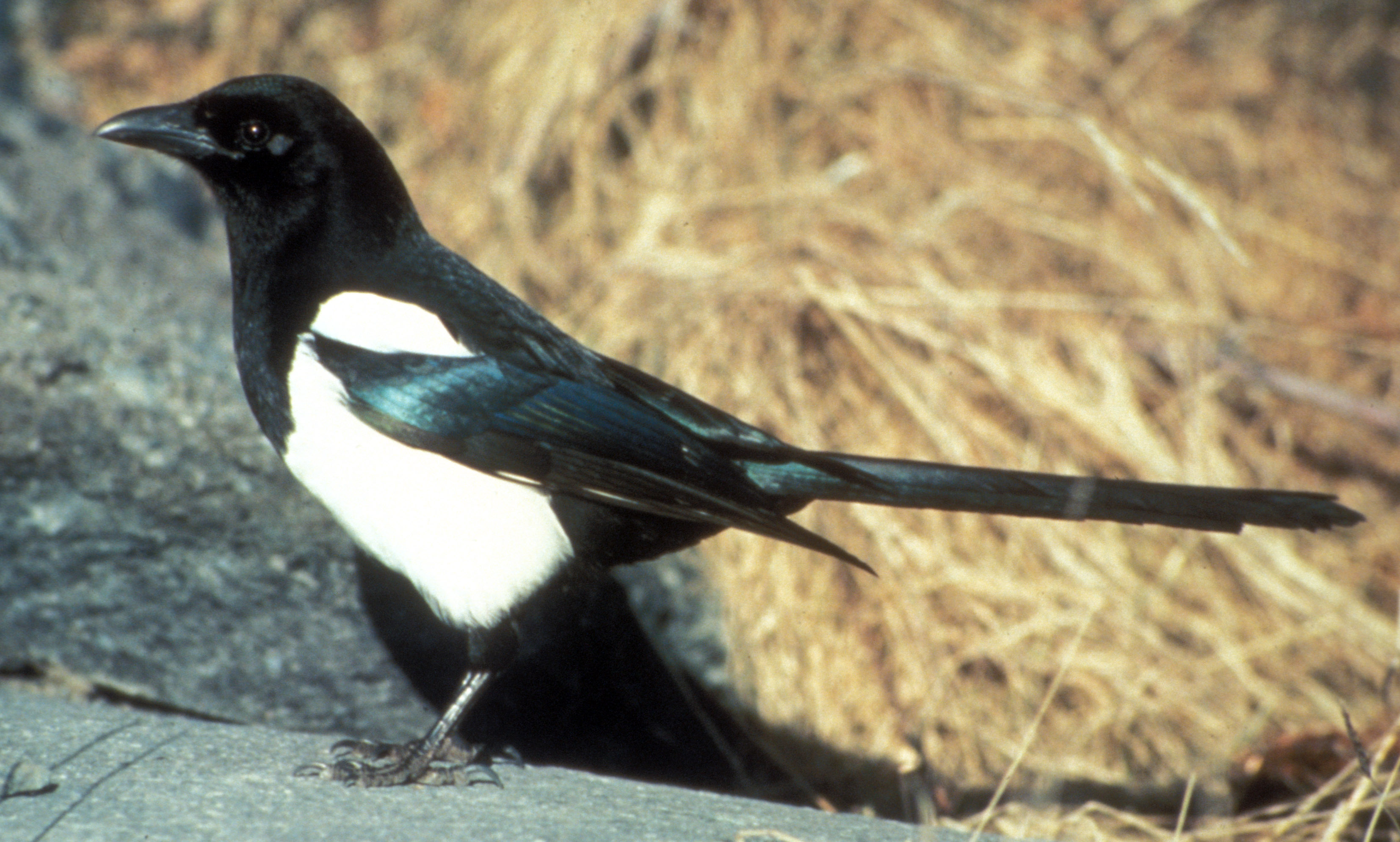
Die Hudsonelster (P. hudsonia) ist eng mit der Gelbschnabelelster verwandt, obwohl ihr Äußeres viel stärker an die Elster (P. pica) erinnert

Die äußere Ähnlichkeit der Echten Elstern untereinander führte dazu, dass mit Ausnahme der Gelbschnabelelster (P. nuttalli) alle Formen lange Zeit als Unterarten der paläarktischen Elster (P. pica) betrachtet wurden. Auf Basis von Gemeinsamkeiten im Verhalten und im Körperbau mit der Gelbschnabelelster wurde die Hudsonelster (P. hudsonia) in den Artstatus erhoben, da sie damit weniger nahe mit der Elster verwandt wäre als angenommen. Analysen der mitochondrialen DNA ergaben zudem, dass die Koreanische Elster (P. serica) aus Ostchina und der unteren Amurregion basal in der Gattung steht, also weniger nahe mit den anderen Arten verwandt ist als diese untereinander. Eine ausgestorbene Inselform der Echten Elstern existierte mit Pica mourerae auf Mallorca mindestens bis ins frühe Pleistozän. Ihre systematische Stellung ist bisher ungeklärt, die geographische Nähe zur Elster spricht aber für eine nahe Verwandtschaft. 2021 beschrieb Slatosar Boew die fossile Form Pica praepica aus dem frühen Pleistozäns Bulgariens.
|  | \| \| Hudsonelster (Pica hudsonia) \| \| \| \| \| \| Gelbschnabelelster (Pica nuttalli) \| \| \| \| |
|  | |
|  | Elster (Pica pica)                                                                                  |
|  | |
|  | Hudsonelster (Pica hudsonia)                                                                        |
|  | |
|  | Gelbschnabelelster (Pica nuttalli)                                                                  |
|  | |

|  | Hudsonelster (Pica hudsonia)       |
|  |                                    |
|  | Gelbschnabelelster (Pica nuttalli) |
|  |                                    |

|  | \| \| Hudsonelster (Pica hudsonia) \| \| \| \| \| \| Gelbschnabelelster (Pica nuttalli) \| \| \| \| |
|  | |
|  | Elster (Pica pica)                                                                                  |
|  | |
|  | Hudsonelster (Pica hudsonia)                                                                        |
|  | |
|  | Gelbschnabelelster (Pica nuttalli)                                                                  |
|  | |

|  | Hudsonelster (Pica hudsonia)       |
|  |                                    |
|  | Gelbschnabelelster (Pica nuttalli) |
|  |                                    |

Der genetische Unterschied zwischen der Koreanischen Elster und der Restgattung resultiert wahrscheinlich aus einer geographischen Isolation der beiden Arten, die im Spätpliozän bestand. Dabei könnte es sich um tektonische und vulkanische Aktivitäten gehandelt haben, die einen Austausch zwischen koreanischen und chinesischen Populationen verhinderten. Die Schwarz- und Gelbschnabelelster entstammen wahrscheinlich einem gemeinsamen Vorfahren, der über die Beringstraße nach Nordamerika vordrang und dort während einer der letzten Eiszeiten in zwei verschiedenen Gebieten durch die Gletscher der Rocky Mountains isoliert wurde. Dies führte schließlich zu den zwei heute bestehenden Arten. Die Radiation (Auffächerung) innerhalb der Echten Elstern fand insgesamt in sehr kurzer Zeit statt. Alle heutigen Entwicklungslinien trennten sich im mittleren Pleistozän voneinander. Da die Echten Elstern untereinander sehr nahe verwandt sind, könnten sie in konservativen taxonomischen Konzepten auch zu einer Art Pica pica zusammengefasst werden. Dem stehen jedoch Verhaltensunterschiede zwischen alt- und neuweltlichen Arten und bisher fehlende Berichte über Hybriden entgegen.